# Dicranota festa
Dicranota (Rhaphidolabis) festa là một loài ruồi trong họ Pediciidae. Chúng phân bố ở vùng Indomalaya.